# Finnenpartij
De Finnenpartij, voorheen informeel bekend als Ware Finnen (Fins: Perussuomalaiset (letterlijk basisfinnen of gewone Finnen); Zweeds: Sannfinländarna), is een Finse nationalistische extreemrechtse politieke partij. De partij werd in 1995 opgericht als opvolger van de Suomen maaseudun puolue, ook een populistische partij. De partij bestempelt zichzelf als nationaalconservatief en eurosceptisch.

## Geschiedenis

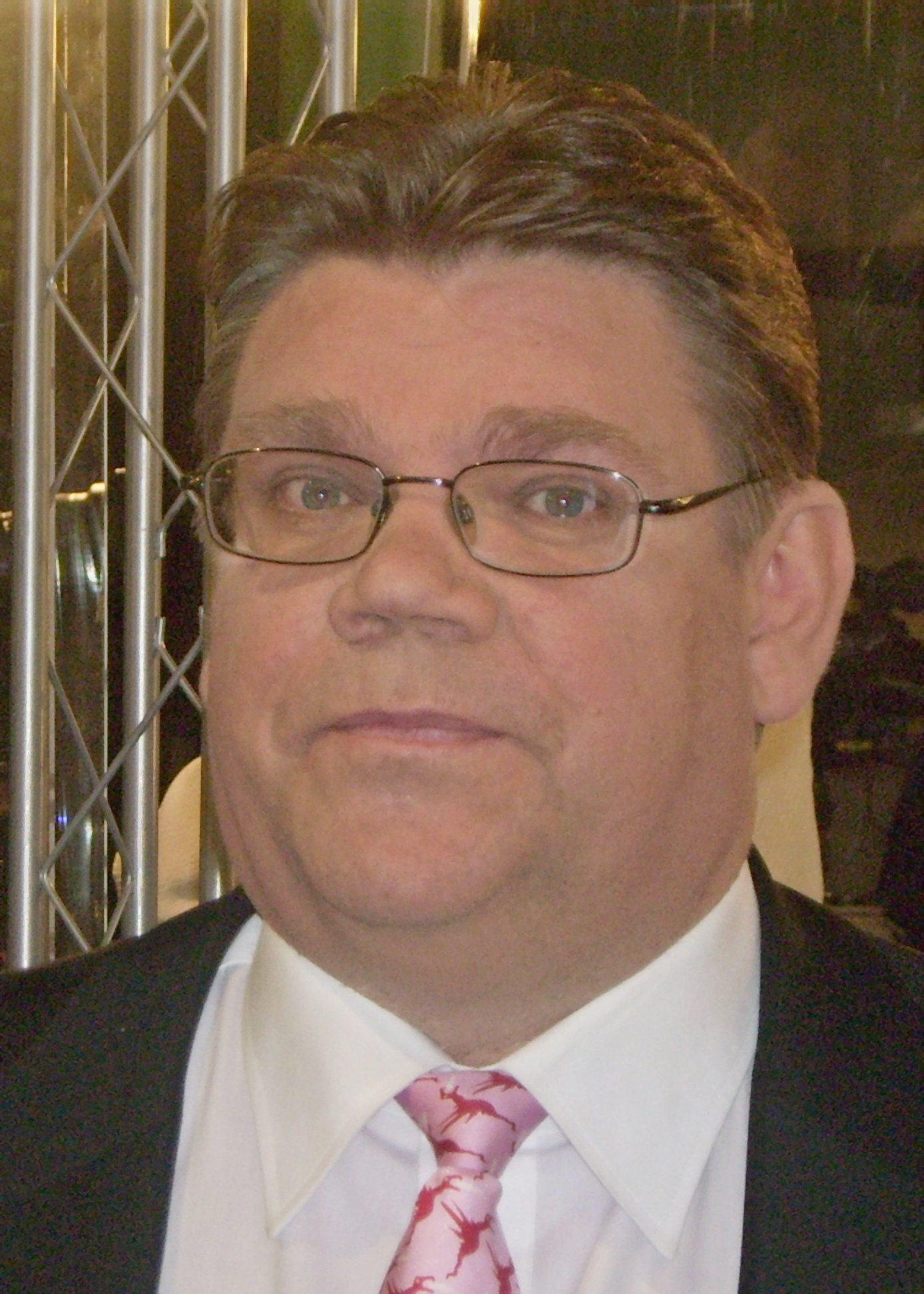
Timo Soini

De verkiezingsresultaten van 2011 uitgetekend op kaart. De aanhang voor De Finenpartij is vrijwel over het hele land even groot behalve in Zweedssprekende gebieden zoals Åland.

De partij kwam voort uit de Suomen maaseudun puolue, de Finse Plattelandspartij, die bij de parlementsverkiezingen van 1995 maar één zetel had. Deze partij was eind jaren 1950 ontstaan als afsplitsing van de agrarische Centrumpartij. Bij de verkiezingen van 1995 behield de partij haar enige zetel.
Bij de verkiezingen van 2003 won De Finnenpartij drie zetels in het parlement, in 2007 vijf. De parlementsverkiezingen van 2011 draaiden echter in het voordeel van De Finnenpartij uit: met 19% van de stemmen werd ze de op twee na grootste partij in Finland, met 39 zetels in het parlement.
In 1997 werd Timo Soini partijleider. Soini was presidentskandidaat voor De Finnenpartij in de presidentsverkiezingen van 2006 en werd in 2009 voor het Europees Parlement verkozen met het hoogst aantal persoonlijke stemmen van alle kandidaten. In 2017 werd Jussi Halla-aho verkozen tot nieuwe partijleider. Hierdoor splitsten meerdere partijleden zich af om een nieuwe partij te vormen. Sinds 2021 vervult Riikka Purra de functie van partijleider. Onder haar leiding kreeg de Finnenpartij tijdens de verkiezing van 2023 uiteindelijk 46 zetels waardoor de partij nu de tweede grootste partij is in het Eduskunta.

## Ideologie
Belangrijke thema's in de ideologie van De Finnenpartij:
- De fiscale politiek bestaat erin progressieve inkomensbelastingen en de welvaartsstaat te ondersteunen. Op dit punt leunt De Finnenpartij dicht aan tegen de sociaaldemocraten met wie Timo Soini naar eigen zeggen liever dan met de Kansallinen Kokoomus een regering zou vormen. Hij ziet zijn partij een als een arbeiderspartij, maar dan niet-socialistisch.
- Het afschaffen van het Zweeds als verplichte tweede taal in het onderwijs.
- De partij is tegen het homohuwelijk, adoptie door holebikoppels en in-vitrofertilisatie.
- Op het vlak van de internationale politiek kant De Finnenpartij zich tegen de Europese Unie. Ze wil de Finse hulp aan het buitenland terugschroeven.
- Het standpunt van de partij omtrent immigratie is controversieel. De partij vraagt een strikte regulering van de immigratie en een beperking van de mogelijkheid tot gezinshereniging. Wanneer migranten acht jaar in Finland verblijven en zich intussen de Finse taal eigen hebben gemaakt, verkrijgen zij, als het van de partij afhangt, de Finse nationaliteit. De partij is regelmatig beschuldigd van racisme of discriminatie, maar ze wijst die beschuldigingen van de hand. Na de verkiezingen van 2023 ontstonden er meerdere schandalen door racistische teksten en opmerkingen van onder andere Riikka Purra,[7] Jussi Halla-aho en Vilhelm Junnila.[8][2]

## Verkiezingsresultaten

### Parlementsverkiezingen
| Jaar | Aantal stemmen | % van de stemmen | Zetels |
| ---- | -------------- | ---------------- | ------ |
| 1999 | 26.440         | 1,0              | 1      |
| 2003 | 43.816         | 1,6              | 3      |
| 2007 | 112.256        | 4,1              | 5      |
| 2011 | 560.075        | 19,1             | 39     |
| 2015 | 524.054        | 17,7             | 38     |
| 2019 | 538.805        | 17,5             | 39     |
| 2023 | 620,102        | 20,5             | 46     |

### Presidentsverkiezingen
| Jaar | Kandidaat        | Aantal stemmen | % van de stemmen |
| ---- | ---------------- | -------------- | ---------------- |
| 2000 | Ilkka Hakalehto  | 31.405         | 1,0              |
| 2006 | Timo Soini       | 103.368        | 3,4              |
| 2012 | Timo Soini       | 287.571        | 9,4              |
| 2018 | Laura Huhtasaari | 207.337        | 6,9              |

### Europees Parlement
| Jaar | Aantal stemmen | % van de stemmen | Zetels |
| ---- | -------------- | ---------------- | ------ |
| 1996 | 15.004         | 0,7              | 0      |
| 1999 | 9.854          | 0,8              | 0      |
| 2004 | 8.900          | 0,9              | 0      |
| 2009 | 162.930        | 9,8              | 1      |
| 2014 | 222.457        | 12,9             | 2      |
| 2019 | 253.176        | 13,8             | 2      |

### Gemeentelijke verkiezingen
| Jaar | Aantal stemmen | % van de stemmen | Zetels |
| ---- | -------------- | ---------------- | ------ |
| 1996 | 21.999         | 0,9              | 138    |
| 2000 | 14.712         | 0,7              | 109    |
| 2004 | 21.417         | 0,9              | 106    |
| 2008 | 137.446        | 5,4              | 442    |
| 2012 | 307.798        | 12,3             | 1195   |
| 2017 | 227.297        | 8,8              | 770    |
| 2021 | 354,236        | 14,5             | 1,351  |